# Centre anglican de Rome
Le centre anglican de Rome est une organisation œcuménique qui se consacre à l'amélioration des relations entre la communion anglicane et l'Église catholique.

## Historique
Le centre anglican de Rome est fondé en 1966 avec les encouragements de Michael Ramsey, archevêque de Cantorbéry, et du pape Paul VI, sur la vague d'enthousiasme œcuménique engendrée par le concile œcuménique du Vatican et la naissance de la Commission internationale anglicane catholique romaine.
Le centre est logé par la famille Pamphili dans la galerie Doria-Pamphilj, place du Collège romain de la Rome historique.
En mars 2017, Bernard Ntahoturi, ancien primat anglican du Burundi, succède à David Moxon et devient le nouveau responsable du centre, en même temps que représentant de l'archevêque de Cantorbéry auprès du Saint-Siège. il est remplacé en octobre 2019 par Ian Ernest, ancien évêque de Maurice.